# Deanna Bogart

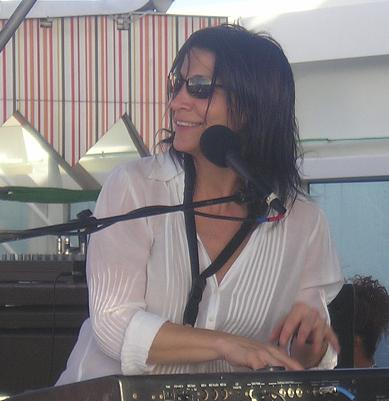
Deanna Bogart 2010

Deanna Bogart (* 5. September 1959 in Washington, D. C.) ist eine US-amerikanische Pianistin, Sängerin, Songwriterin und Saxophonspielerin.
Ihre musikalische Karriere begann im Alter von 21 Jahren als Mitglied der Band „Cowboy Jazz“, die sich der Western Swing Musik der 1940er-Jahre verschrieben hatte. Nach deren Auflösung spielte sie in der Band „Root Boy Slim“, die in Washington, D. C. zu Hause war und Rhythm and Blues spielte. In ihren Kompositionen verbindet sie diese verschiedenen Einflüsse, aber auch Jazz und Soul beeinflussten ihr musikalisches Werk. 1989 begann sie mit den Plattenaufnahmen, aber ihre Fangemeinde vergrößerte sie hauptsächlich durch ihre zahlreichen Konzerte in den ganzen Vereinigten Staaten.

## Diskografie
- 1991 Out to Get You
- 1992 Crossing Borders
- 1996 New Address
- 1998 The Great Unknown
- 2001 Deanna Bogart Band Live
- 2002 Timing Is Everything
- 2006 Real Time
- 2009 Eleventh Hour
- 2012 Pianoland
- 2014 Just a Wish Away

## Auszeichnungen
- 2008 Blues Music Award Instrumentalist-Horn
- 2009 Blues Music Award Instrumentalist-Horn
- 2010 Blues Music Award Instrumentalist-Horn

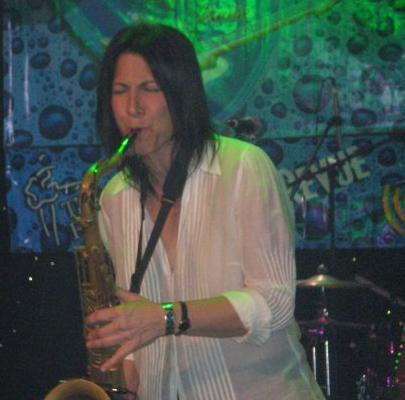
Deanna Bogart 2010

## Gastauftritte
Sie trat gemeinsam mit Jimmy Buffett, Moody Blues, Joe Louis Walker, B.B. King, Brian Setzer Orchaestra, Buddy Guy, Gatemouth Brown, James Brown, Ruth Brown, Koko Taylor, Johnny Copeland, Delbert McClinton, Doctor John, Robert Cray, John P. Hammond, Ray Charles, Johnny Winter, Neville Brothers, Little Feat und vielen anderen auf.

## Auftritte (Auswahl)
- Legendary Rhythm and Blues Cruise
- House of Blues
- Monterey Blues Festival, Monterey California
- Long Beach Blues Festival, Long Beach CA
- The Chicago Blues Festival
- The Lugano Blues to Bop Festival, Lugano Switzerland
- Blues Festival, Toronto, Canada[1]